# Мелетий (Добреску)
Епископ Мелетий (рум. Episcopul Meletie, в миру Матей Добреску, рум. Matei Dobrescu; 1863, Бухарест — 30 ноября 1923, Бухарест) — епископ Румынский православной церкви, епископ Констанцкий, викарий Нижнедунайской епархии.

## Биография
В 1884 году он заканчивает семинарию имени митрополита Нифона, продолжает обучение на Богословском факультете в Бухаресте, а в 1889 году защищает бакалаврскую диссертацию на тему «обстоятельства, которые бросили вызов Ясскому собору».
9 декабря 1891 года в Монастыре Кэлдэрушани принимает монашество с именем Мелетий. 2 февраля 1892 года в митрополичьем соборе в Бухаресте был рукоположен в сан диакона. С 1891 по 1896 год он служит в Румынской церкви в Париже, с академической задачей изучения семитских языков в тамошнем университете. Поскольку митрополит Геннадий (Петреску) намеревался подготовить его к преподаванию иврита на новом богословском факультете в Бухаресте. В то же время, во время своего пребывания во Франции 31 мая 1892 года, когда он был диаконом, он участвовал в освящении монументального румынского собора на улице Жана де Бове, нынешнем кафедральном соборе Румынской православной митрополии Западной и Южной Европы. В 1893 году был рукоположен в сан пресвитера и назначен настоятелем прихода.
19 февраля 1895 года рукоположен в викарного архиерея Нижнедунайской епархии с титулом «Гэлэтский». В Париже осталось два года на том же посту настоятеля этой церкви, а затем он возвращается в Румынию в 1896 году. В Бухаресте он впервые занимается координацией теологической школы-интерната в Раду-Водэ (1902—1906), после чего сменил профессора Константина Чирическу на посту руководителя типографии церковных книг в течение 13 лет, до 1919 года.
Таким образом, он был самым долговременным директором в первые десятилетия существования типографии, в то время как он печатал известное синодальное издание Библии с 1914 года. Епископ Мелетий (Добреску), как директор типографии, отвечал за координацию печати одного из самых важных изданий Священного Писания на румынском языке (1914), будучи членом комиссии, учреждённой для этого нового библейского редакционного выступления, ещё 16 октября 1909 года. Культурная и организационная площадка для этой работы была очень обширной. Как отмечает патриарх Даниил, рассматривая историю редактирования Библии на румынском языке: «при её пересмотре в последовательных комиссиях работали 16 архиереев (епископов и митрополитов). Библия 1914 года остаётся в традиционном православном духе, являясь одним из наиболее часто используемых изданий 20-го века из-за её верности греческому тексту».
Рассматривая свою работу в качестве иерарха в неспокойном контексте отстранения митрополита Геннадия (Петреску) 21 мая 1896 года, епископ Мелетий (Добреску) был назначен местоблюстителем Унгровлашской митрополии вместо Нифона (Никулеску), также свергнутого вместе с митрополитом-примасом, которого он с большой преданностью поддерживал. Его краткое местоблюстительство заканчивается 6 декабря 1896 года, когда он возвращается на пост викария предыдущего иерарха. 12 октября 1909 года его титул был изменён на «Констанцкий».
В 1914 году, будучи клириком Нижнедунайской епархии в соответствии с титулом, который он занимал, он был делегирован церковным руководством в Южную Добруджу, новую территорию, вернувшуюся Румынии в 1913 году.
С осени 1917 года по июль 1918 года был местоблюстителем Рымникской епархии. В следующем году он уходит из Священного Синода и возвращается в 1921 году, когда баллотируется на выборах, которые проводились в епархиях.
Служил в церкви святого Мины в Бухаресте. Заразившись очень сильной, нелеченной простудой, это состояние привело к пневмонии, и 30 ноября 1923 года он скончался.